# Bayron Mora
Bayron Gabriel Mora Montenegro (ur. 5 maja 2003 w Ciudad Neily) – kostarykański piłkarz występujący na pozycji bramkarza, od 2024 roku zawodnik Alajuelense.